# 忍者龍剣伝 (ファミリーコンピュータ)
『忍者龍剣伝』は、1988年12月9日にテクモから発売されたアクションゲームである。本作はテクモシアター第2弾であると同時に、ファミコンの忍者龍剣伝シリーズの1作目でもある。

## 内容
本作は各章の間にシネマディスプレイが入る。これはアクションゲームのジャンルでありがちな、複雑に交錯するストーリーが追い難い部分をカバーするもので、章と章の繋がりが説明される事と共に、様々な謎や人との出会いが与えられ、ストーリーやキャラクターに感情移入し易くする役割を持つ。
後のシリーズでお馴染みとなる忍法火炎の舞、手裏剣、風車手裏剣、炎波の術などの忍術がある。忍法火炎の舞はアイテムを取ると発動する。周囲に炎が出現して回転する技であり、炎が出現している間は無敵。手裏剣は前方に手裏剣を投げる攻撃であり、忍術パワーを3消費する。風車手裏剣は貫通する手裏剣を投げる攻撃であり、手裏剣は一定距離で戻る性質を持っており、消費忍術パワーは5。炎波の術は使うと忍術パワーを5消費するが、大きく広がる炎を投げて攻撃することができる。
シリーズの他の作品にはない大きな特徴として「回転斬り」がある。忍術の一種であるが、この忍術を持っている間はジャンプ中に攻撃すると自動的に発動するため、アイテムを取りたいときなど普通にジャンプ攻撃できればいい時にも忍術ポイントを消費してしまうデメリットがある（通常忍術発動とは逆の下キー押しながらで発動させないことも可能）。しかし、全方位に連続的に攻撃している状態になるので、敵が居る場所に気兼ねなく飛び込むことができる。ジャンプ中に敵に当たりそのまま穴に落ちてミスというケースが多いこのゲームでは非常に有効である。また、ボスに連続ヒットさせて1〜2回の「回転斬り」で倒すこともでき、うまく使えば難易度が大幅に変わってしまう忍術となっている。
サントラCD「忍者龍剣伝 -G.S.M.TECMO 1-」 では一部のFC版BGMにパートが追加されているが、同CDのライナーノーツによれば、容量などの都合により実機では削られたパートを敢えてサントラCDで復活させている。
また、本作のTVCMも作られ、ナレーションはファミコンソフトのTVCMとして初となる全て英語で行っていた。

## あらすじ
龍の一族のジョウ・ハヤブサは、末裔となる息子のリュウ・ハヤブサに一通の手紙と龍剣を残して、何者かとの戦いに敗れ帰らぬ人となった。父が死んだと思っていた翌日にリュウは父の部屋で一通の手紙を見つける。「リュウ、父さんはこれから決闘にいく、もし父さんが戻らぬときは、わがハヤブサ家に伝わる龍剣を持ちアメリカへ渡れ、そして私の旧友ウォルター・スミスを訪ねるのだ」リュウは遺言に従いスミスに会うため渡米する。しかし、アメリカでリュウを待っていたのは謎の軍団の襲撃だった。襲撃を退けてリュウは1人の女性を救うが、その女性の麻酔銃によって捕らえられてしまう。牢で目覚めたリュウに女性は謎の像を渡し、逃げるように告げるのだった。

## 登場キャラクター
リュウ・ハヤブサ
本シリーズの主人公。「龍の一族」に代々受け継がれた「龍剣」で戦う「龍の忍者」。父の仇を討つ事を決意し、その遺言に従って渡米。やがて邪神を巡る戦いに身を投じる。
アイリーン・ルー
リュウの前に現れた謎の女。CIAの秘密工作員。コードネームは「シースワロー」。スパイとして敵地に潜入していた。本シリーズのヒロイン。続編での表記は「アイリーン・ルゥ」。
後に敵に捕まり、邪神の生贄に捧げられかけるもリュウに救われる。エンディングにてフォスターよりリュウ抹殺を命じられるが、それを遂行せず無視し、二つの「報酬」の一つとしてリュウの恋人となり、キスをした。
ウォルター・スミス
ジョウ・ハヤブサの友人で考古学者。ジョウと共に南米アマゾンの奥地で見つかった遺跡を調査して、邪神の呪力を封印した2つの邪神像を発見。その1つ「光の邪神像」を保管していた。
訪ねてきたリュウに邪神像の秘密と邪神を封じた「龍のシノビ」の伝説を教える。しかしリュウがバーサーカーに奪われた「影の邪神像」を取り戻しに行っている間に邪鬼王の刺客に襲われ、致命傷を負わされた上に「光の邪神像」を奪われてしまう。最期はリュウに伝説の「龍のシノビ」となって邪神復活を阻止するように言い残し、息を引き取った。
フォスター
CIAの特別機関の者。スミスの死後にリュウを自身の元へ招き、邪鬼王の組織について語り、邪神像奪還を（一応「報酬は用意する」と言っていたが、半ば強制的に）依頼する。邪神が倒されるとアイリーンに「リュウを始末して邪神像を奪う」ように命じており、リュウに報酬を渡す気などは最初から無かったことがうかがえる。しかし、アイリーンの隣にいたリュウに全て聞かれ、二つの「報酬」のうちの一つとして「お前の命を貰う」事を宣言されてしまう。『III』にも登場する。
ジョウ・ハヤブサ
リュウ・ハヤブサの父親。「龍の一族」であるハヤブサ家の忍者。「影の邪神像」を狙うマルスと決闘するも敗北。
死んだものと思われていたが、生かされ邪鬼王に操られており、最終章最初のボス「鬼面夜叉」としてリュウの前に立ちふさがる。撃破後、邪鬼王の不意討ちからリュウを守り、エンディングではその傷が致命傷となり絶命。リュウのことを最後まで思い続けていた。
邪鬼王 (Jaquio)
最終章2人目のボス。ヨミ一族を率いる謎の男。本名はガルディア・ダ・ミュー。
邪神復活を企んでアマゾン奥地の神殿を占拠している。アイリーンを人質に取ってリュウから「影の邪神像」を奪い、更に鬼面夜叉として洗脳したジョウを嗾ける。ジョウが正気に戻ると自らリュウに不意打ちを仕掛けるがジョウに庇われ、それがリュウの逆鱗に触れた事で倒された。
最終章のボス戦は鬼面夜叉、邪鬼王、邪神を含む合計3連戦となっており、1戦毎に忍術ポイントがリセットされる上にこのボス達のいずれかに負けると「6-1」（ブラッディ・マルス撃破後のステージ）に強制送還される。このシステムもあり、このゲームの難しさを際立たせている。ただし、一度倒したボスは復活しないので再挑戦時には前回負けたボスから戦うことが可能。
PCエンジン版では邪神王、本名ガルディア・ダ・シューとなっている。
ケルベロス
第4章のボス。犬の怪物。邪鬼王のペット犬が黒ミサの生け贄にされて怪物になった。画面中を跳ね回るため、カエルに近い印象を持つ。
四殺凶魔陣
邪鬼王配下の4人の幹部。
殺人鬼バーバリアン
第1章のボス。南米の死刑執行人。斧を武器にジェイソンを彷彿とさせる姿。
『II』に同名のザコが登場する。
ボンバーヘッド
第2章のボス。ニューヨークの闇の帝王。大きな鎖鎌を振り回す。
『II』に同名のザコが登場する。
バーサーカー
第3章のボス。中国武術の達人で、大きく跳ね回る攻撃的なボス。もともとは殺人結社「五山峰黒竜闘技団」に属していた。投げナイフも放ってくる、初めて飛び道具を使うボスでもある。
『II』に同名のザコが登場する。
ブラッディ・マルス
第5章のボス。ジョウ・ハヤブサと決闘して倒した忍者。四殺凶魔陣の首領格。このボスに敗れると直前の中間ポイントではなく5-3の最初まで強制的に戻される。
北欧に伝わる「呪われた血の鉄仮面」と「死神の盾」を身に付け、東洋の神秘の技「雷電球」を使う。撃破後にリュウの父・ジョウが生きていることを教え「地獄がまっている」と言い残して絶命する。
『II』にはマルスのクローンでもある「（クローン）マルス」がザコキャラとして登場する。
邪神
本作の最終ボス。人類発祥以前の太古に存在した強大な力を持つ原始生命群。
2000年程前にアマゾン奥地の神殿に封印され、700年前にも龍剣をもった「シノビ」によって倒されたが、邪神は不死であるため、邪神の呪力は「光の邪神像」と「影の邪神像」に分けられ、邪神の体は神殿に封印されている。
700年に一度の復活の夜の月食が起こっているときに2つの像が神殿にあれば復活することができる。
心臓部が弱点だが、そこに攻撃を当てるには頭部と尻尾を破壊しなければならない（破壊せずに心臓部を攻撃することも不可能ではないが効率的ではない）。
『II』では、この邪神の骨から邪神剣がつくられた。

## 制作
作曲者のひとりである山岸継司は、他作品を真似するよう指示がなかったとしつつも、当時ファミコン用アクションゲームとして人気のあった『悪魔城ドラキュラ』と『ロックマン』を参考にしたと、「BitSummit 7 Spirits」でのインタビューの中で明らかにしている。ドラムの音を作る際、ファミコンの説明書を見たプログラマーが通常使われない音源があることに気づき、それを山岸に鳴らすよう提言し、そのプログラマーの命令でハード担当者と山岸は音源の研究をさせられた。山岸は後年のインタビューの中で、最初は苦労したが、出来上がったドラムの音を初めて聞いた際は面白いと感じ、作業としては楽しかったと振り返っている。

### スタッフ
- SAKURAZAKI（吉沢秀雄）：ディレクター、ストーリー、スクリーンプレイ
- FAW：スクリーンプレイ、プログラム
- RUNMARU（加藤正人）：イメージイラスト、アート
- PARCO：アート
- UMA：アート
- NAGA：アート
- TAGOU（Wild Tagou）：アート
- NIWAKAMARU（河内厚典）：アート
- MADOKA SOUTHERNAMI：プログラム
- MASITA：プログラム
- NOSUKE：アシスタント
- MORE YAMASAN（山岸継司）：サウンド[6]
- B.B(新田竜一) ：サウンド
- HAKASE：サウンド

海外版スタッフ
- KEVIN：NES翻訳
- DANIEL：NES翻訳

## 移植事例
- Wii版バーチャルコンソール(VC)において、2007年4月10日から配信された（要500Wiiポイント〈500円〉）。現在はAC版で記載したとおり、新規購入は出来ない。
- ニンテンドー3DS版VCにおいて、2012年8月29日にファミコン版（要500円）が、Wii U版VCにおいて、2014年3月26日にファミコン版（要500円）が配信中。
- Nintendo Switchのサービス『ファミリーコンピュータ Nintendo Switch Online』において、2018年12月12日にファミコン版が、2019年1月16日に『忍者龍剣伝 クライマックスバージョン』と題した特別版（いきなり後半面から開始できる）が、それぞれ配信開始されている。ファミリーコンピュータ版と比べ、ゲームオーバー時の画面の明滅エフェクトがマイルドになっている。

### PCエンジン版
発売元はハドソン。移植は「Hudson-Era H.K.」という、当時存在したハドソンの香港開発子会社。基本的にはFC版と同じ構成とストーリー。グラフィックは全て新規であり、シネマディスプレイのキャラクターデザインも変わっている。アイキャッチなどを除きFC版からほとんどの曲が差し替えられ、登場するキャラクター名が一部変更されている。また一部の敵の攻撃パターンなども変更されている。
日本語、英語、中国語の3ヶ国語対応。
他ゲーム機への移植事例
- Wii版バーチャルコンソール(VC)において、2009年4月21日から配信された（要600Wiiポイント〈600円〉）。現在は他のWii版VC同様、新規購入は出来ない。
- 2020年3月19日、コナミデジタルエンタテインメントがPCエンジン系のソフトを約50作プリインストールしてリリースした復刻系テレビゲーム機・PCエンジン miniに、本作PCエンジン版が収録されている[8]。

スタッフ(PCエンジン版)
- Eiji Aoyama：プロデューサー
- Yoshiyuki：Kawaguchi：ディレクター
- Ricky Sun：プログラム
- Sammy Hau：プログラム
- Hattew Yau：グラフィック
- David Tang：グラフィック
- Carlton Wong：グラフィック
- Siu Wai：グラフィック
- Geshu Cho：メッセージ
- K.L. Sutherland：メッセージ
- Loretta Hieh：メッセージ
- Wendy Liu：メッセージ
- Makiko Tanifuji：サウンド
- Masanori Wake：スペシャルサンクス
- Koji Matsuura：スペシャルサンクス
- Toshiaki Takimoto：スペシャルサンクス
- Yasuhiro Ichizawa：スペシャルサンクス

## 評価

### 評価（FC版）
ファミリーコンピュータMagazineの読者投票による「ゲーム通信簿」での評価は以下の通りとなっており、30点満点中21.61点となっている。
| 項目 | キャラクタ | 音楽 | お買得度 | 操作性 | 熱中度 | オリジナリティ | 総合  |
| 得点 | 3.76       | 3.68 | 3.42     | 3.57   | 3.73   | 3.45           | 21.61 |

ゲームムック『死ぬ前にクリアしたい200の無理ゲー ファミコン&スーファミ』には「攻撃モーションにあるわずかな硬直時間と、無敵時間の短さ。そしてノックバックという要素が混ざり合い、恐ろしくスリリングな戦闘を味わえる。ちなみに、コンティニューは無制限。何度も死ぬことを前提に作っているとしか思えないが、その分、クリアした時の達成感も大きい」と肯定的なレビューが掲載されている。

### 評価（PCエンジン版）
「Game Watch」の遠藤浩之は、PCエンジンminiに収録されたバージョンのレビュー記事の中で、ファミコン版よりは遊びやすいとはいえ、難易度が高いと述べている。遠藤はその理由として、「ほかのアクションゲームより短い無敵時間」「敵の配置のいやらしさ」を挙げている。とはいえ、遠藤は駄作どころか極上のアクションゲームであり、前述したポイントも開発者からプレイヤーへの挑戦状だと受け止めている。

## 後世の扱い
テレビ番組『ゲームセンターCX』では「課長」こと有野晋哉が本作に苦戦する様子が描かれ、主人公のセリフ「おのれ邪鬼王！」を音読する場面はのちにインターネット・ミームとなった。